# Chris Wyatt
Pour les articles homonymes, voir Wyatt.
Pas d'image ? Cliquez ici

a Compétitions nationales et continentales officielles uniquement.

b Matchs officiels uniquement.
Christopher Philip Wyatt dit Chris Wyatt, né le 10 juin 1973 à Newport au pays de Galles, est un joueur de rugby à XV, qui a joué avec l'équipe du pays de Galles de 1998 à 2003, évoluant au poste de deuxième ligne. Lors de la saison 2016/17 il est entraîneur des avants à l'Association sportive Bédarrides Châteauneuf-du-Pape. Lors de la saison 2021/22 il est entraîneur du Rugby Club Pertuisien en série régionale de la Ligue Sud PACA

## Carrière

### En club
- Jusqu'en 2006 : Llanelli Scarlets
- 2006-2007 : Munster
- 2007-2008 : CS Bourgoin-Jallieu
- 2008-2011 : Pays d'Aix RC
- 2011-2013 : Union sportive Avignon Le Pontet Vaucluse rugby
- 2013-2015 : Aix Université Club Rugby [3]

Il compte 56 matches de coupe d'Europe avec Llanelli.

### En équipe nationale
Wyatt dispute son premier test match le 6 juin 1998 contre l'équipe du Zimbabwe. Il participe aux coupes du monde 1999 (4 matchs) et coupes du monde 2003 (2 matchs).

### Entraîneur
- 2013-2015   : Aix Université Club Rugby
- 2015-2016   : Union sportive Avignon Le Pontet Vaucluse rugby
- 2016-2017   : Association sportive Bédarrides Châteauneuf-du-Pape[4]
- 2013-2015   : RC Pertuisien

## Palmarès Joueur
- Vainqueur de la Celtic League en 2004

## Palmarès Entraîneur
- Vainqueur du Championnat 2ème Série Ligue Sud PACA 2022 avec le Rugby club Pertuisien

## Statistiques en équipe nationale
- 38 sélections
- 10 points (2 essais)
- Sélections par année : 4 en 1998, 14 en 1999, 5 en 2000, 6 en 2001, 4 en 2002, 5 en 2003
- Tournois des cinq/six nations disputés : 1999, 2000, 2001 et 2002
- Participation aux coupes du monde 1999 et 2003.